# Bülent Polat
Bülent Polat (Tunceli, 8 de marzo de 1979) es un actor turco, conocido por interpretar el papel de Gaffur Taşkın en la serie Bir Zamanlar Çukurova.

## Biografía
Bülent Polat nació el 8 de marzo de 1979 en Tunceli (Turquía), en el seno de una familia de origen zaza.

## Carrera
Bülent Polat en 1993 comenzó su carrera escénica profesional con Yer Gösterme. Al año siguiente, en 1994, continuó su carrera con el papel de transeúnte en la obra Sokak Kedisi. Después de renovar su contrato con el teatro, actuó en obras como Ormanların Barış Ateşi, Rumuz Goncagül y Keloğlan. Recibió formación actoral en el centro cultural Sadri Alışık (SKM). Protagonizó la comedia teatral Herkesin Gözü Önünde dirigida por Orhan Oğuz.
Más tarde decidió tomar una nueva dirección en su carrera; protagonizó Yılan Hikayesi y la película para televisión Son Oyun dirigida por Orhan Oğuz. Más tarde participó en sketches donde dibujó personajes asombrosos en el programa llamado Gece Kahvesi. En 2004 apareció con el papel de Engin Günaydın en el programa Zaga presentado por Okan Bayülgen, con sketches cortos llamados Grooms en los episodios semanales. Obtuvo su verdadera fama con el personaje de Şehsuvar (Şesu), que interpretó en la serie Avrupa Yakası.
Participó en el concurso llamado Buzda Dans. Más tarde se fue a los Estados Unidos y comenzó a estudiar primero idioma y luego actuación. Primero asistió al taller de actuación de Stella Adler en Los Ángeles y luego se mudó a Nueva York. Mientras estudiaba allí, comenzó a administrar un bar en Manhattan con la iniciativa de un amigo para ganarse la vida. En 2011 tras su estancia en Estados Unidos, regresó a Turquía.
De 2013 a 2015, interpretó el papel de Sabri en la serie de emitida en Fox Rosa negra (Karagül). En 2013 y 2014 interpretó el papel de Sansar en la serie İnadına Yaşamak de Kanal D. De 2018 a 2022 fue elegido para interpretar el papel de Gaffur Taşkın en la serie emitida en ATV Bir Zamanlar Çukurova y donde actuó junto a actores como Hilal Altınbilek, Uğur Güneş, Murat Ünalmış, Vahide Perçin, Selin Yeninci y Selin Genç. En 2022 interpretó el papel de Sefa en la serie Seversin.

## Vida personal
Bülent Polat de 2015 está casado con Duygu Polat, con quien tiene una hija llamada Doğa Polat.

## Filmografía

### Cine
| Año  | Título                            | Personaje                  | Director             |
| ---- | --------------------------------- | -------------------------- | -------------------- |
| 1985 | Sessiz ölüm                       |                            | Mesut Uçakan         |
| 1985 | Sana Öyle Hasretim Ki             | Ülkü Erakalin              |                      |
| 1985 | Dul bir kadin                     | Atif Yilmaz                |                      |
| 1985 | Assolist                          | Ülkü Erakalin              |                      |
| 1986 | Güvercinim                        | Yavuz Yalinkiliç           |                      |
| 1986 | Gelin Oy                          | Yavuz Yalinkiliç           |                      |
| 1986 | Garip                             | Yavuz Yalinkiliç           |                      |
| 1987 | Zeynepler ölmesin                 | Mesut Uçakan               |                      |
| 1987 | Ölesiye sevmek                    | Ahmet                      | Sami Güçlü           |
| 1987 | Kizimin Kani                      |                            | Halit Refig          |
| 1988 | Yasarken Ölmek                    | Yücel Uçanoglu             |                      |
| 1988 | Söhret tutkusu                    | Erdi                       | Sami Güçlü           |
| 1988 | Bacim                             |                            | Yücel Uçanoglu       |
| 1989 | Istanbul                          | Mats Arehn                 |                      |
| 1989 | Bekleyis                          | Ömer Ugur                  |                      |
| 1990 | Reis Bey                          | Katil                      | Mesut Uçakan         |
| 1990 | Ziyaretçi                         |                            | Sami Güçlü           |
| 1990 | Aci kader                         | Yücel Uçanoglu             |                      |
| 1991 | Ayri Dünyalar                     | Kaya Ererez y Gökhan Güney |                      |
| 1991 | Bir kadin düsmani                 | Hüseyin Karakas            |                      |
| 1992 | Sürgün                            | Lokaldeki Ögretmen         | Mehmet Tanrisever    |
| 1992 | Çöküs                             | Kemal                      | Mesut Uçakan         |
| 1993 | Sevgili ortak                     | Cemal                      | Erdogan Tokatli      |
| 1995 | Özlem, Düne... Bugüne... Yarina   | Police                     | Tulay Eratalay       |
| 1997 | Playing with Death                |                            | Hamid Tamjidi        |
| 2003 | Giz                               |                            |                      |
| 2005 | Balans ve Manevra                 | Zagor                      | Teoman               |
| 2005 | Keloğlan Kara Prens'e Karşı       | Cankusoglan                | Tayfun Güneyer       |
| 2006 | Anne Ya da Leyla                  | Dogulu                     | Mesut Uçakan         |
| 2008 | Girdap                            | Tarih Hocasi               | Talip Karamahmutoglu |
| 2008 | Sıfır Noktası                     |                            | Harun Özakinci       |
| 2011 | Hür Adam - Bediüzzaman Said Nursi | Komutan                    | Mehmet Tanrisever    |
| 2013 | Atatürk'ün Fedaisi Topal Osman    | Hüseyin Hami               | Atilla Akarsu        |
| 2014 | Dursun Çavus                      | PTT Muduru                 | Ali Engin            |
| 2015 | Tut Sözünü                        |                            | Oguz Celik           |
| 2023 | Mükemmel Aile                     | Hakan Eser                 |                      |

### Televisión
| Año       | Título                          | Personaje                                          | Notas                                               |
| --------- | ------------------------------- | -------------------------------------------------- | --------------------------------------------------- |
| 1985      | Dokuzuncu Hariciye Koğuşu       | Asker Mehmet                                       | 4 episodios                                         |
| 1985      | Bugünün saraylisi               |                                                    |                                                     |
| 1986      | Güvercinim                      |                                                    |                                                     |
| 1987      | Kavanozdaki Adam                |                                                    |                                                     |
| 1987      | Ferhunde Kalfa                  |                                                    |                                                     |
| 1989      | Atlı Karınca                    |                                                    |                                                     |
| 1991      | Aile Bağları                    | 1 episodio                                         |                                                     |
| 1992      | Auf Achse                       | Tankwart II                                        | 2 episodios                                         |
| 1993      | Danimarkali gelin               |                                                    | Película de televisión dirigida por Ahmet Hossöyler |
| 1993      | Bir Küçük Yürek                 | Dinçer Sayar                                       | Película de televisión dirigida por Ahmet Hossöyler |
| 1993      | Ah gurbet                       |                                                    |                                                     |
| 1995      | Özlem, Düne... Bugüne... Yarina | Película de televisión dirigida por Tülay Eratalay |                                                     |
| 1995      | Çiçek Taksi                     |                                                    |                                                     |
| 1995      | Playing with Death              |                                                    |                                                     |
| 1998      | Yalan                           | Película de televisión dirigida por Cem Akyoldas   |                                                     |
| 1998      | Askin Iki Yakasi                |                                                    |                                                     |
| 2000      | Yılan Hikayesi                  | Mahmut                                             | 15 episodios                                        |
| 2001      | Dadı                            | Hursit                                             | 3 episodios                                         |
| 2001      | Yeditepe İstanbul               |                                                    |                                                     |
| 2002      | Beşik Kertmesi                  | 3 episodios                                        |                                                     |
| 2002      | Derya & Deniz                   | Ismail                                             | 43 episodios                                        |
| 2002      | Canım Kocacığım                 |                                                    |                                                     |
| 2002      | Ah Yaşamak Var Ya!              |                                                    |                                                     |
| 2002      | Ah Yaşamak Var Ya!              |                                                    |                                                     |
| 2002      | Lahmacun ve Pizza               | Takiyettin                                         |                                                     |
| 2003      | Estağfurullah Yokuşu            | Bülent                                             | 3 episodios                                         |
| 2003      | Oğlum İçin                      | Bülent                                             |                                                     |
| 2004      | Kadirşinas                      |                                                    |                                                     |
| 2004-2006 | Avrupa Yakası                   | Sehsuvar                                           | 93 episodios                                        |
| 2005      | Köpek                           |                                                    |                                                     |
| 2005      | Atesli topraklar                | Ahmet Çakiroglu                                    | 5 episodios                                         |
| 2006      | Rüyalarda Buluşuruz             | Halil                                              |                                                     |
| 2006      | Hayirdir insaallah              |                                                    |                                                     |
| 2007      | Düş Yakamdan                    | Ozan                                               |                                                     |
| 2010      | Haneler                         |                                                    |                                                     |
| 2012      | Behzat Ç.                       |                                                    |                                                     |
| 2012      | Acayip Hikayeler                |                                                    |                                                     |
| 2012      | İşler Güçler                    | 1 episodio                                         |                                                     |
| 2012      | Bir Zamanlar Osmanli - Kiyam    | 1 episodio                                         |                                                     |
| 2013      | Hayat Dedigin                   |                                                    |                                                     |
| 2013      | A.S.K.                          | 1 episodio                                         |                                                     |
| 2013-2015 | Rosa negra (Karagül)            | Sabri                                              | 98 episodios                                        |
| 2015      | Gölgedekiler                    |                                                    |                                                     |
| 2016      | Kertenkele: Yeniden Doğuş       | Yilmaz Bulut                                       |                                                     |
| 2017      | Çukur                           | Yücel                                              | 3 episodios                                         |
| 2018-2022 | Bir Zamanlar Çukurova           | Gaffur Taşkın                                      | 141 episodios                                       |
| 2022      | Seversin                        | Sefa                                               | 1 episodio                                          |

### Cortometrajes
| Año  | Título       | Personaje              | Director    |
| ---- | ------------ | ---------------------- | ----------- |
| 2010 | Kaká Nirvana | Guru Master Gulati Raj | Yusuf Sumer |

## Premios y reconocimientos
| Año  | Premio              | Categoría                            | Trabajo               | Resultado |
| ---- | ------------------- | ------------------------------------ | --------------------- | --------- |
| 2020 | Turkey Youth Awards | Mejor actor de reparto de televisión | Bir Zamanlar Çukurova | Nominado  |